# Synekdoke
Synekdoke är en retorisk figur. Begreppet avser ersättningen av ett ord genom ett begrepp med snävare eller vidare betydelse, ett överordnat eller ett underordnat begrepp. Den bör inte likställas med pars pro toto (latin "delen i stället för det hela") som utgör bara ett, om än förmodligen det vanligaste, exemplet på synekdoke.
Ordet synekdoke kommer av grekiskans συνεκδοχή (synekdoche), vilket härleds ur σύν (syn) "med", "samman" och ἐκδοχή (ekdoche) "upptagande", "tydning". 
Relationen mellan de inblandade begreppen kan vara relationen mellan del och helhet som i pars pro toto-relationen. 

## Exempel
- Att låta Stockholm (eller regeringen i Stockholm) stå för hela Sverige.
- Att med druvornas safter mena vin.
- Ge oss idag det bröd vi behöver (från Herrens bön). Bröd syftar här på de mål mat vi äter varje dag.
- Att med Amerika endast mena USA.